# Michael Meurer
Michael Meurer, latinisiert Michael Muris bzw. nach seinem Geburtsort Michael a Muris Galliculus auch: Michael Haenlein (* um 1475 in Hainichen; † 1537 in Königsberg) war ein lutherischer Theologe, Kirchenliedkomponist und Reformator.

## Leben
Meurer war seit 1499 Zisterziensermönch im Kloster Altzella, wo er sich durch seine Gelehrsamkeit in der Philosophie, Theologie und Musik auszeichnete. Im Winter 1500 ist Meurer als Frater Michael de Henichen an der Universität Leipzig und am 28. April 1525 als Michael Meurer ex Henekein an der Universität Wittenberg eingeschrieben. Bereits 1514 hatte er mehrere Schriften, darunter ein „Compendium musicae“, veröffentlicht. 1519 ließ er eine Schrift „De statu animae“ drucken. Seit 1520 stand er mit Martin Luther in Briefwechsel, trat vermutlich 1522 aus dem Kloster aus, ging nach Wittenberg und heiratete.
Als Danzig 1525 einen tüchtigen Prediger anforderte und Johannes Bugenhagen nicht abkommen konnte, empfahl Luther ihn in seinem Brief an den Rat von Danzig vom 5. Mai 1525. Er muss sich gleich auf die Reise gemacht haben, denn nach 4 Wochen traf er bereits mit seiner Frau in Danzig ein. Die Kosten der Reise trug der Rat.
In Danzig erhielt er die Kanzel der Marienkirche, auf der er am Pfingstfest zum ersten Mal predigte. Diese Tätigkeit setzte er fort, bis sie ihm von den Vertretern der alten Kirche verboten wurde. Der König von Polen griff in Danzig ein, und die Reformation wurde blutig erstickt.
Herzog Albrecht I. von Brandenburg-Ansbach vermochte nur Meurer und Hitfeld, einen zweiten Prediger, loszubitten, die er beide nach Preußen mitnahm. Meurer wurde Archidiakonus in Rastenburg und Stellvertreter des Bischofs für Masuren. Im Auftrage des Bischofs Erhard von Queiß führte er dort die Visitation durch und wirkte auf die Einrichtung von Synoden hin. 1531 wurde er nach Königsberg berufen und wirkte dort an der Löbenichtschen Kirche in Gemeinschaft mit Johann Briesmann, Pfarrer am Königsberger Dom und Johannes Gramann(Poliander), Pfarrer an der Altstädtischen Kirche.
An der Rastenburger Synode, die am 8. und 9. Juni 1531 die Verhandlungen mit den Anhängern von Kaspar Schwenckfeld geführt wurden, nahm er führend Anteil. Neben dem Paul Speratus und ihm war dort die ganze masurische Geistlichkeit versammelt. Herzog Albrecht schätzte ihn und übermittelte ihm zuweilen besondere Aufträge. Für ihn übersetzte er Philipp Melanchthons Schrift »Sententiae patrum de coena domini« ins Deutsche, die 1532 in Wittenberg gedruckt wurde.
Auch als Musikkenner war er dem Herzog teuer. Beachtlich ist auch, dass er sich schon Gedanken gemacht hat über die Versorgung der Hinterbliebenen von Pfarrern. Er arbeitete einen Entwurf aus „Bedenken betreffend die alten und gebrechlichen Pfarrern, ihre Witwen und Kinder“.